# Копилов Іван Павлович
Копилов Іван Павлович (1 січня 1920, село Соловйове нині Зирянівського району Східно-Казахстанської області — 6 жовтня 1982) — Герой Радянського Союзу (1945), командир дивізіону 666-го артилерійського полку (222-а стрілецька дивізія, 33-а армія, 1-й Білоруський фронт).

## Біографія
Народився у сім'ї сільського коваля. Закінчив Ташкентський обліково-економічний технікум. У Радянській Армії з 1939 року. 1941 року закінчив Подільське артилерійське училище. Учасник Другої світової війни з липня 1941 року. Учасник оборони Москви.
Командир дивізіону 666-го артполку майор Копилов у складі штурмової групи 2 лютого 1945 року форсував річку Одер біля села Фогельзанг на південь від м. Франкфурта. Протягом кількох днів дивізіон Копилова мужньо відбивав численні контратаки гітлерівців. Противник зазнав відчутних збитків у живій силі та техніці. Плацдарм було утримано, незважаючи на великі втрати. 16 квітня з цього плацдарму було розпочато наступ на Берлін. Звання Героя Радянського Союзу надано 31 травня 1945 року.
1952 року закінчив Військову артилерійську академію. З 1973 полковник Копилов у запасі. Жив та працював в Одесі.
Помер 6 жовтня 1982 року.